# Wermsdorf
Wermsdorf är en kommun och ort i Landkreis Nordsachsen i förbundslandet Sachsen i Tyskland. Wermsdorf, som präglas av turistnäringen, har cirka 5 200 invånare.